# 財閥同族支配力排除法
財閥同族支配力排除法（ざいばつどうぞくしはいりょくはいじょほう、昭和23年1月7日法律第2号）は、財閥の形成維持に有力な寄与をした人的結合を切り離して民主的で健全な経済発展を促進することを目的とした日本の法律。1952年廃止。

## 概要
財閥の事業の形成維持に有力な寄与をした人的結合を切り離して民主的で健全な経済の発達を促進することを目的としている。
財閥家族と近い関係にある財閥役員の役職辞任が強制されて、関係会社の役員の兼任を禁止する措置がとられた。そのため、本社を中心とする財閥の人的・資本的な紐帯が切断され、財閥の組織的な解体が進められた。
1951年に「財閥同族支配力排除法を廃止する法律」が制定されて廃止となった。